# Manoel Joaquim Tupinambá

## HISTÓRIA

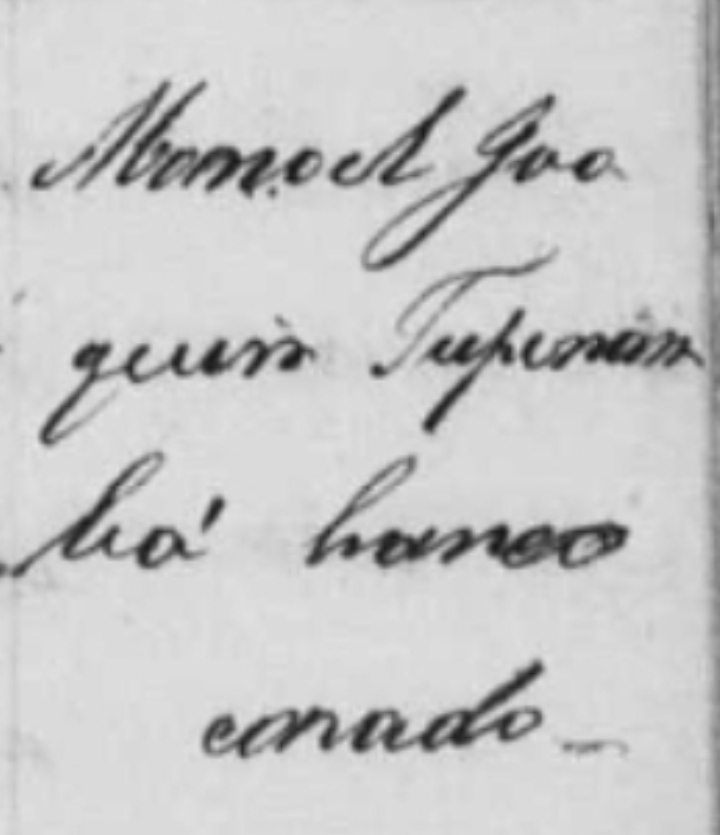
Detalhe da descrição da certidão de óbito de Manuel Joaquim Tupinambá, 1877.

Capitão Manoel Joaquim Tupinambá foi um militar Brasileiro com relevante importância para o período de transição entre o Império Colonial Português e a República Brasileira . 

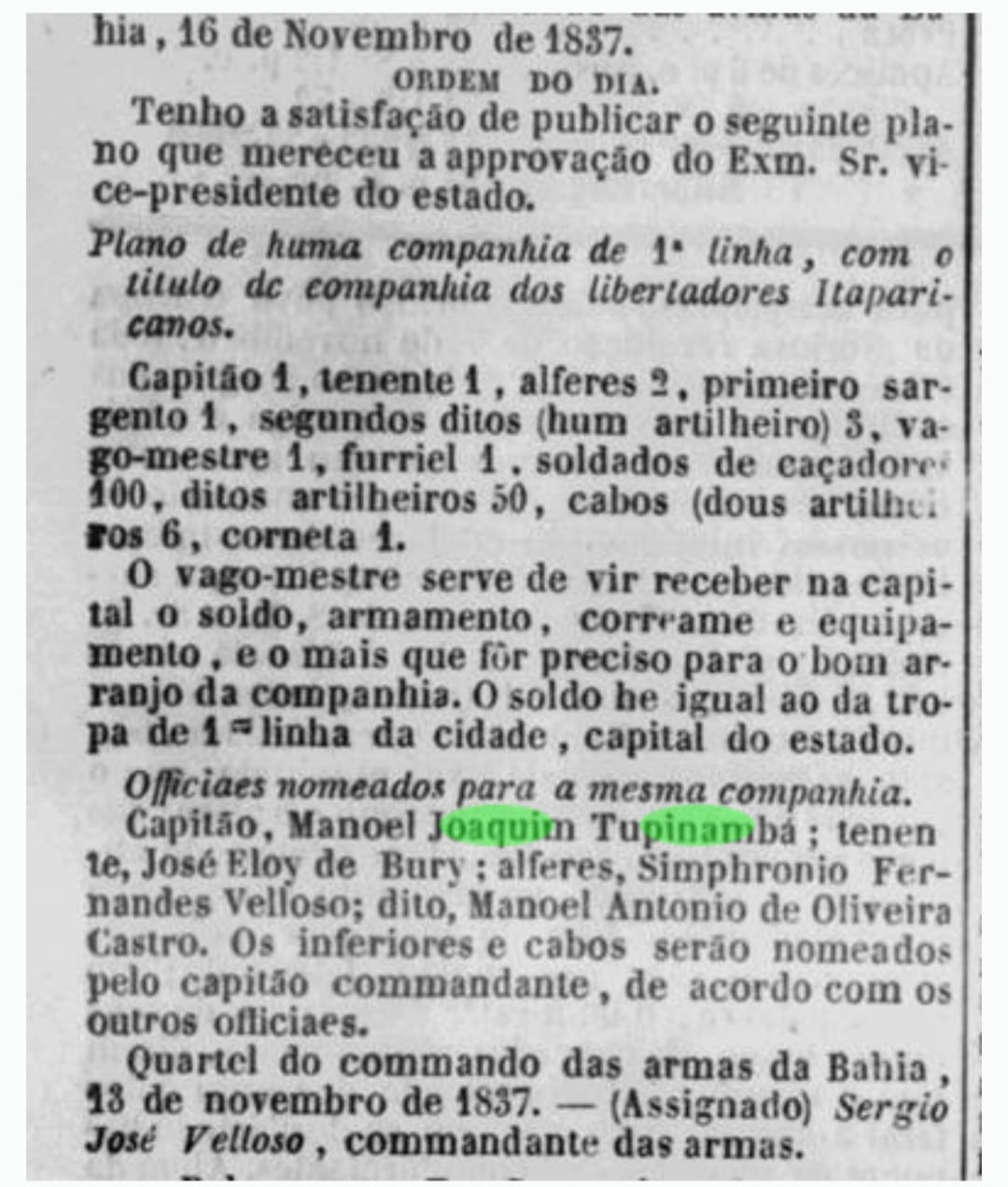
Ordem do dia - Agenda Militar.

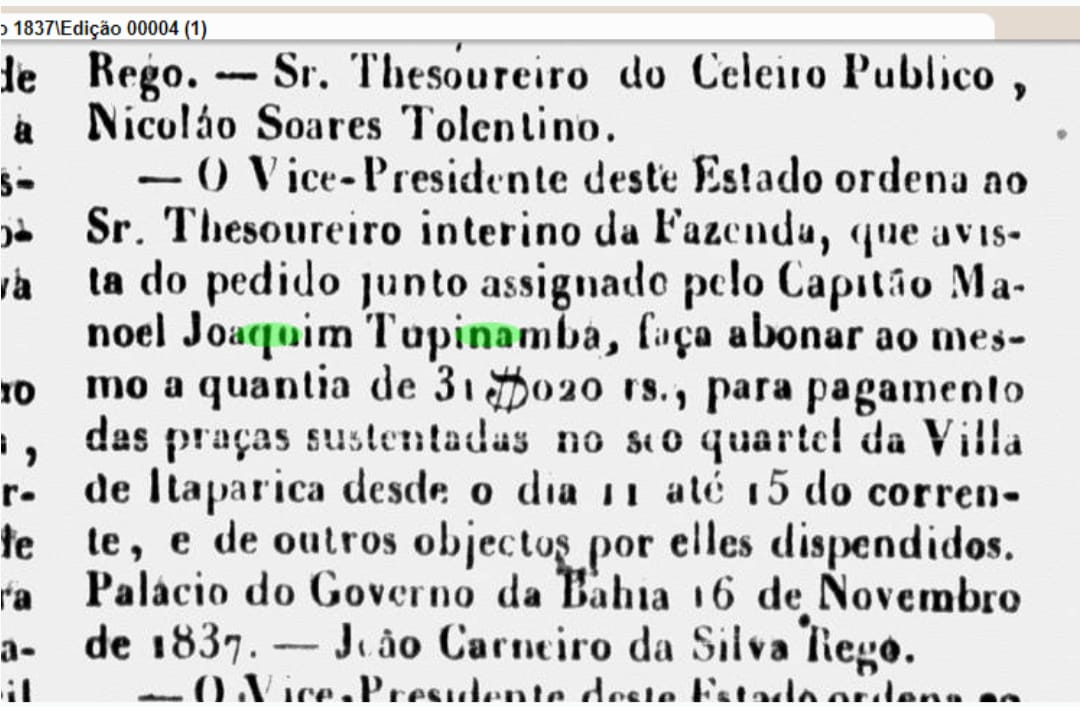
O governo da Bahia ordena o pagamento de despesas ao Capitão Manoel Joaquim Tupinambá, 1838.

Foi Capitão da Guarda Nacional, Capitão da Companhia dos Libertadores Itaparicanos, Juiz de Paz, delegado, Maçom e Pai, na mesma região. Participou da Batalha de Itaparica, da Independência da Bahia e do Brasil, e teve importante participação na Guerra dos Farrapos e para a formação da República Rio-Grandense.
Apoiou a fuga de Bento Gonçalves da prisão no Forte do Mar/São Marcelo, na Bahia, lhe acoitou por cerca de um mês na cidade de Itaparica, e proveu suporte para seu retorno ao Rio Grande do Sul. 
Participou ativamente da Sabinada e foi preso em 1838. 

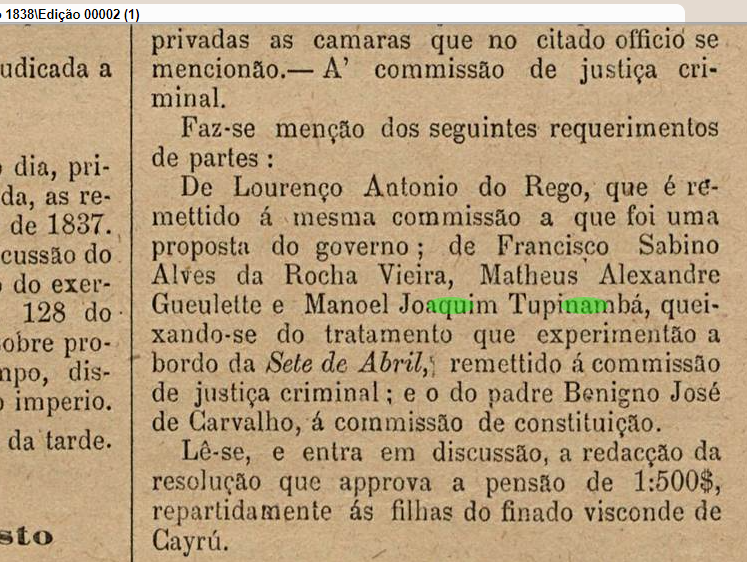
A prisão de Manoel Tupinambá e outros Sabinos, 1838.

Aparece em recortes de jornais locais junto com Francisco Sabino (mentor da revolta), e tem registros de suas discussões em uma série de recortes de jornais e ofícios locais .

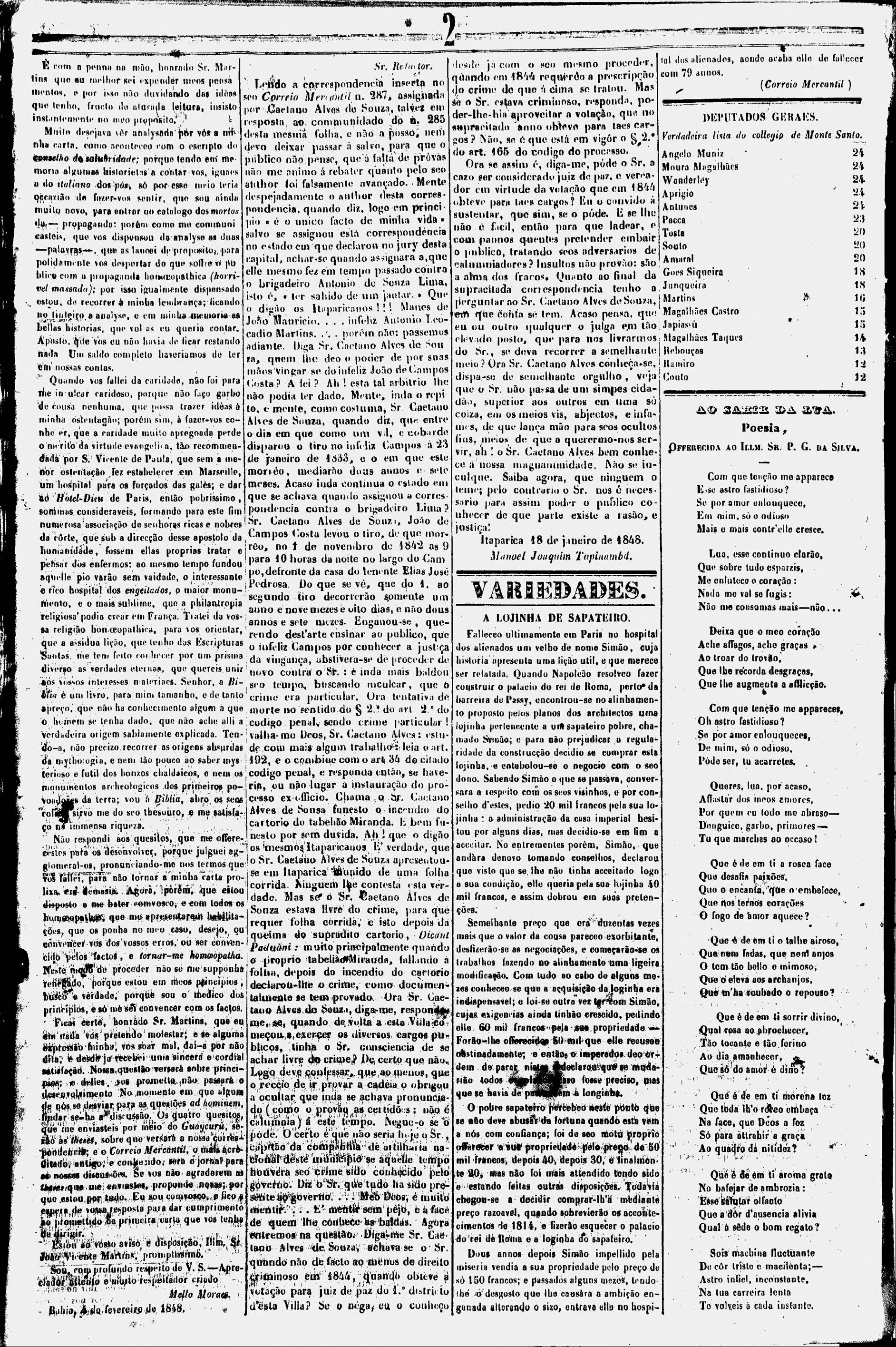
Discussões cotidianas de Manoel Joaquim Tupinambá em jornais locais, 1842.

Teve sua própria imprensa escrita e deixou legado. Juntamente com os Sabinos ajudou a fundar a atual Marinha do Brasil e deixou um exército de descendentes. 
Sua obra e história foi recentemente reavaliada, quando passou a ser reconhecido como "O Façanhudo de Itaparica!" 

## REFERÊNCIAS
1. ↑  SOUZA, Paulo César de. A Sabinada: a revolta separatista da Bahia. São Paulo: Companhia das Letras, 2009.
2. ↑   LEITE, Douglas Guimarães. Sabinos e diversos: emergências políticas e projetos de poder na revolta baiana de 1837. Salvador: EGBA, Fundação Pedro Calmon, 2007.
3. ↑  SOUZA, Paulo César de. A Sabinada: a revolta separatista da Bahia. São Paulo: Companhia das Letras, 2009.
4. ↑  O Tupinambá, 1838-1840: “Pequeno periódico, crítico e político. Typ. Fidedigna, de F.
de Almeida, Portas do Carmo. Era colaborado por Sabino e outros rebeldes prisioneiros.
Terminou em maio de 1840” (trecho extraído de TORRES, João N.; CARVALHO, A. de. Annaes
da Imprensa da Bahia..., op. cit., p. 49.
5. ↑  ARAÚJO, Dilton Oliveira de. O Tutu da Bahia: transição conservadora e formação da nação, 1838-1850. Salvador: EDUFBA, 2019.